# Škarda
Škarda (Crepis) je rod dvouděložných rostlin z čeledi hvězdnicovité. Jsou poněkud podobné pampeliškám (Taraxacum), ale mají větvené stonky a nesou obvykle mnoho úborů.

## Známé druhy
- škarda dvouletá (Crepis biennis)
- škarda bahenní (Crepis paludosa)